# Lotus burtii
Lotus burtii är en ärtväxtart som beskrevs av Olga Borsos. Lotus burtii ingår i släktet käringtänder, och familjen ärtväxter. Inga underarter finns listade i Catalogue of Life.